# Derrapagem (aerodinâmica)
Em voo reto e nivelado, a cauda da aeronave alinha a fuselagem como o vento relativo. Entretanto, no início de uma curva, quando o aileron está sendo aplicado para rolar a aeronave, o aileron causa uma guinada adversa na aeronave. Por exemplo, se a aeronave está em rolagem no sentido horário (do ponto de vista do piloto), a aeronave guina para a esquerda. Esta assume uma atitude de "caranguejo" em relação ao vento. Este fenômeno é conhecido como glissada. O ar está fluindo de forma cruzada sobre a fuselagem. Afim de corrigir esta guinada adversa, o piloto deve aplicar leme (para a direita neste exemplo). Se o piloto aplicar muito leme, a aeronave então irá glissar para o outro lado. Isto é chamado de derrapagem.

## Estol
A derrapagem é muito mais perigosa que a glissada se a aeronave está próxima do estol. Na glissada, o lado da asa que está mais alto — lado esquerdo se a aeronave está virando para a direita — irá estolar antes do lado que está mais baixo e a aeronave irá reduzir o ângulo de rolagem, prevenindo o estol. Na derrapagem, o lado da asa mais baixo irá estolar antes do que está em cima e a aeronave irá aumentar a curva, podendo entrar em um parafuso.
Em altas altitudes, existe bastante espaço para a recuperação. Entretanto, na aproximação final, quando a aeronave está próxima do solo, um acidente de estol/parafuso é normalmente fatal. Uma causa comum deste tipo de acidente é entrar derrapando em uma curva no circuito de tráfego padrão na curva da perna base para a aproximação final, inconscientemente utilizando leme de forma excessiva na tentativa de aumentar a curva para não varar a linha central da pista.

## Derrapagem deliberada

Coordenador de curva indicando diferentes tipos de curvas

Derrapagens deliberadas são utilizadas em voos acrobáticos e em combate. Derrapagens intencionais executadas com a aplicação vigorosa de rolagem e leme na direção oposta (baixar o lado direito da asa e pisar no pedal esquerdo do leme) pode ser utilizado como um freio para descer de forma mais acentuada. Ao balancear a rolagem para a direita com a guinada do leme para a esquerda, o avião continua a voar reto, mas coloca sua lateral para o fluxo de ar ao invés de seu nariz. O arrasto desta posição aerodinamicamente "suja", faz com que a aeronave voe mais lentamente e desça com maior razão de descida.